# Campionati europei di ciclismo su strada 2011 - Gara in linea femminile Junior
La gara in linea femminile Junior dei Campionati europei di ciclismo su strada 2011 si è svolta il 17 luglio 2011 nei dintorni di Offida, in Italia, su un percorso totale di 69 km. La medaglia d'oro è stata vinta dall'italiana Rossella Ratto con il tempo di 2h11'13" alla media di 31,55 km/h, argento alla belga Jessy Druyts e a completare il podio l'altra italiana Chiara Vannucci.
Partenza con 51 cicliste, delle quali 41 completarono la gara.

## Squadre partecipanti
| N.    | Cod. | Squadra         |
| ----- | ---- | --------------- |
| 3-4   | AUT  | Austria         |
| 6-10  | BEL  | Belgio          |
| 12    | CZE  | Repubblica Ceca |
| 14-21 | FRA  | Francia         |
| 22    | GBR  | Regno Unito     |
| 23    | IRL  | Irlanda         |
| 25-34 | ITA  | Italia          |
| 35    | LAT  | Lettonia        |
| 37-39 | LTU  | Lituania        |

| N.    | Cod. | Squadra     |
| ----- | ---- | ----------- |
| 41-43 | POL  | Polonia     |
| 46-56 | RUS  | Russia      |
| 58    | SVN  | Slovenia    |
| 62-68 | ESP  | Spagna      |
| 72-73 | SWE  | Svezia      |
| 74-75 | SUI  | Svizzera    |
| 76-78 | UKR  | Ukraina     |
| 79    | BLR  | Bielorussia |

## Ordine d'arrivo (Top 10)
| Pos. | Corridore                 | Squadra  | Tempo    |
| ---- | ------------------------- | -------- | -------- |
| 1    | Rossella Ratto            | Italia   | 2h11'13" |
| 2    | Jessy Druyts              | Belgio   | a 4'31"  |
| 3    | Chiara Vannucci           | Italia   | a 4'33"  |
| 4    | Dalia Muccioli            | Italia   | a 4'34"  |
| 5    | Maria Giulia Confalonieri | Italia   | a 4'37"  |
| 6    | Larissa Bruhwiler         | Svizzera | s.t.     |
| 7    | Manon Souyris             | Francia  | s.t.     |
| 8    | Katarzyna Niewiadoma      | Polonia  | s.t.     |
| 9    | Oriane Chaumet            | Francia  | s.t.     |
| 10   | Eider Merino Cortázar     | Spagna   | a 4'41"  |